# Stablecoin

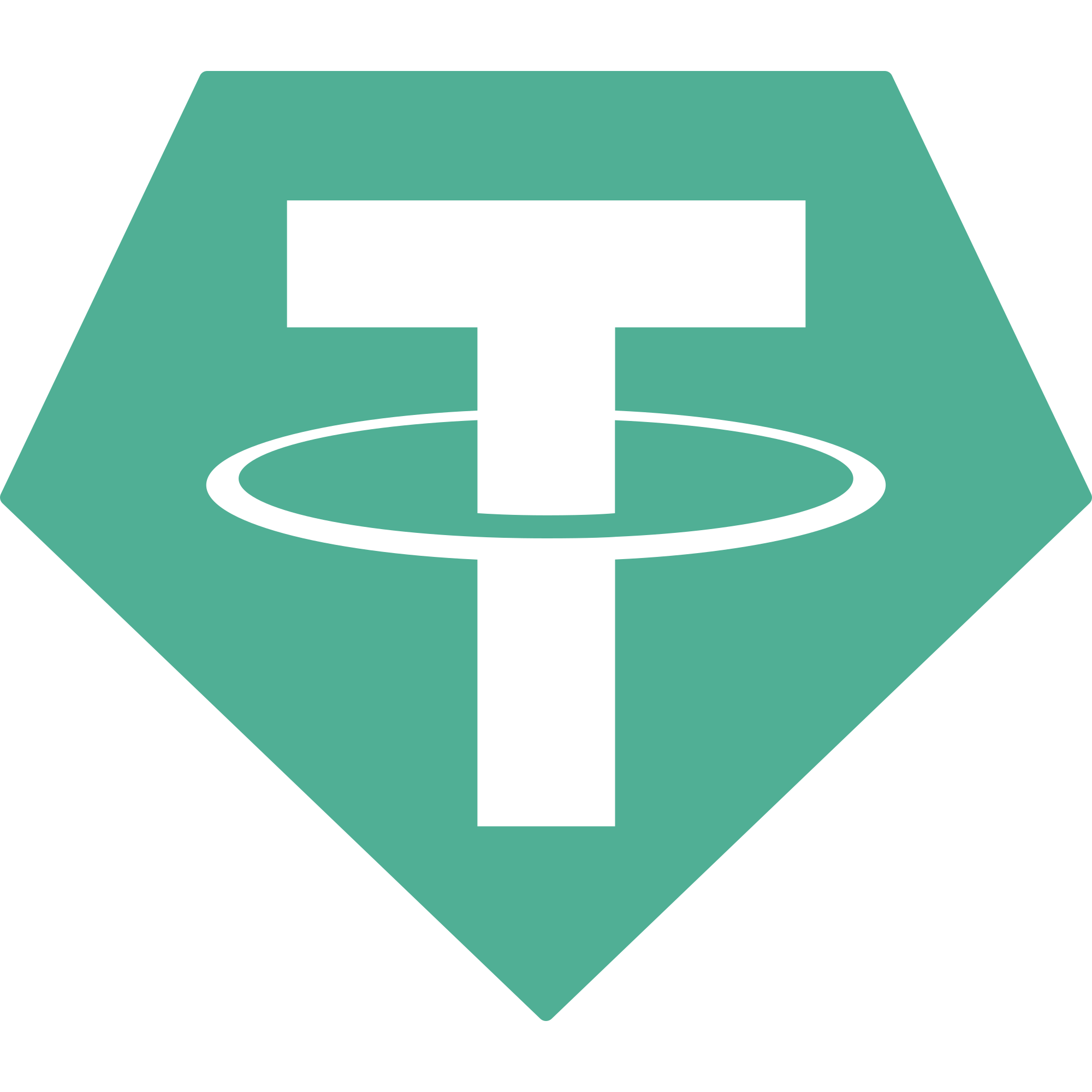
simbolul criptomonedei Tether

Stablecoin (monedă stabilă) este o nouă clasă de criptomponede a cărei valoare este legată strict de o clasă de active. Aceasta poate fi monedă fiat, sau o altă criptomonedă, în acest fel garantând stabilitatea. Cel mai răspândit stablecoin este Tether care se raportează la cursul USD, 1 Tether = 1 USD. Stablecoin urmăresc îndeaproape valoarea monedei fiduciare sau activului suport și permit transferuri rapide și ieftine, menținând în același timp stabilitatea prețurilor.La începutul anului 2021, oferta de stablecoin a crescut cu 94%, până la 30 miliarde USD. 

## Tipuri de stablecoins
Există mai multe tipuri de stablecoin: susținute de monede fiduciare (colaterizate), susținute de criptomonede (criptocolateralizate), susținute de mărfuri și necolateralizate.

### Susținute de monede fiduciare
Cel mai popular tip de stablecoin este cel care este susținut direct de moneda fiduciară într-un raport de 1:1. Acestea sunt denumite și stablecoins garantate cu fiat. Un emitent central (sau o bancă) deține o cantitate de monedă fiduciară în rezervă și emite o cantitate proporțională de jetoane. Acesta este adesea dolarul SUA, dar euro și francul elvețian devin din ce în ce mai populare. 
Deținătorii îi pot răscumpăra pentru echivalentul lor în USD. Exemple sunt Tether (USDT), TrueUSD (TUSD), USDCoin (USDC), Paxos Standard (PAX), Gemini Dollar (GUSD) care au o valoare echivalentă cu cea a unui dolar S.U.A. și sunt susținute de depozite în dolari. Începând cu octombrie 2021, USDT este a cincea cea mai mare criptomonedă prin capitalizare de piață, în valoare de peste 68 de miliarde de dolari.

Unul dintre cele mai recente stablecoin este EURB lansat de banca germană Bankhaus von der Heydt (BVDH), care are ca activ suport Euro. 

### Susținute de criptomonede
Acestea folosesc alte criptomonede ca susținere. Deoarece criptomoneda poate fi predispusă la volatilitate ridicată, astfel de monede stabile sunt „supracolateralizate” adică, un număr mai mare de  criptomonede este menținut ca rezervă pentru emiterea unui număr mai mic de monede stabile. Prin susținerea acestora cu active mai mari în valoare decât cele emise, acestea sunt protejate de fluctuații bruște ale prețurilor activelor colaterale. 
Una dintre cele mai cunoscute stablecoin criptocolateralizate este MakerDAO Dai bazată pe blockchain-ul Ethereum. 

### Susținute de mărfuri
Sunt monede stabile cu acoperire în mărfuri, cum ar fi metale prețioase: argint (Silver Coin, Silverlinks (LKNS), Silver Token), aur (Digix, PAX Gold)., petrol (Petro), sau aproape orice clasă de active, însă acestea nu respectă raportul de acoperire de 1:1, datorită fluctuațiilor de preț. 

### Necolaterizate
Monedele stabile necolateralizate numite și algoritmice sunt criptomonede stablecoin în stil seigniorage. Acestea nu sunt susținute de monede fiat sau alte criptomonede, dar includ un mecanism de funcționare precum cel al unei bănci centrale pentru a păstra un preț stabil.

Stablecoin-urile algoritmice au un principiu de funcționare diferit: valoarea unităților este decisă printr-o serie de algoritmi care au în principiu două instrucțiuni simple: dacă prețul stablecoin-ului scade, atunci este redusă și cantitatea de unități disponibilă, iar dacă prețul crește, atunci se mărește și cantitatea de unități. 

Stabilitatea lor se realizează în întregime prin algoritmi și contracte inteligente care gestionează oferta de jetoane emise. Din punct de vedere funcțional, această politică monetară reflectă îndeaproape cea utilizată de băncile centrale de gestionare a monedelor naționale.
Exemple de monede stabile necolateralizate sunt CarbonUSD, (CUSD), Ampleforth (AMPL) și Basis.

## Avantaje stablecoin
Principalul avantaj al criptomonedelor stabile este potențialul lor de a oferi un mijloc de schimb care să completeze criptomonedele. Datorită nivelurilor ridicate de volatilitatea, criptomonedele nu au reușit să ajungă să fie utilizate pe scară largă în aplicațiile de zi cu zi, cum ar fi procesarea plăților. Oferind niveluri mai ridicate de predictibilitate și stabilitate, monedele stabilizate rezolvă această problemă permanentă.
Criptomonedele stabile ar putea, de asemenea, să joace un rol important în integrarea criptomonedelor în piețele financiare tradiționale. În prezent, aceste două piețe există ca ecosisteme separate, cu o interacțiune foarte redusă. Având la dispoziție o formă mai stabilă de monedă digitală, este foarte probabil ca, criptomonedele să fie utilizate din ce în ce mai mult pe piețele de împrumuturi și de credite care, până acum, au fost dominate exclusiv de monedele emise de stat, monedele fiduciare.
Pe lângă utilitatea lor în tranzacțiile financiare, monedele stabile pot fi folosite de comercianți și investitori pentru a-și acoperi portofoliile. Alocarea un anumit procent dintr-un portofoliu în monede stabilizate este o modalitate eficientă de a reduce riscul global. În același timp, menținerea unei rezervă de valoare care pot fi folosite pentru a cumpăra alte criptomonede atunci când prețurile scad poate fi o strategie eficientă. De asemenea, aceste monede pot fi folosite pentru a "bloca" câștigurile realizate atunci când prețurile cresc, fără a fi nevoie să se retragă banii.

## Dezavantaje ale stablecoin
Variantele colateralizate fiat sunt mai puțin descentralizate decât criptomonedele obișnuite, deoarece este nevoie de o entitate centrală care să dețină activele de susținere.
În ceea ce privește monedele criptocolateralizate și necolateralizate, utilizatorii trebuie să aibă încredere în comunitatea mai largă (și în codul sursă) pentru a asigura longevitatea sistemelor. Acestea sunt încă tehnologii noi, așa că vor avea nevoie de ceva timp pentru a se maturiza.
Stablecoins nu sunt neapărat stabile. Deoarece sunt legate de un activ suport, pot experimenta aceleași fluctuații de preț ca și activul suport. Dacă prețul argintului sau aurului crește, crește și valoarea stablecoin-ului. În cazul în care prețul va scădea, va scădea și valoarea stablecoin.
Există o mulțime de fraude în cadrul proiectelor de criptomonede, iar monedele stabile nu sunt nici ele imune la acestea.